# Dub na Záběhlé 2
Dub na Záběhlé 2 je památný strom u bývalé obce Přední Záběhlá. Dub zimní (Quercus petraea (Mattuschka) Liebl.) roste v nadmořské výšce 750 m. Dub je vysoký 20 m, výška koruny 16 m, šířka koruny 16 m, obvod kmene 468 cm (měřeno 2018). Strom je chráněn od 23. února 2019 jako významný stářím a vzrůstem.

## Galerie

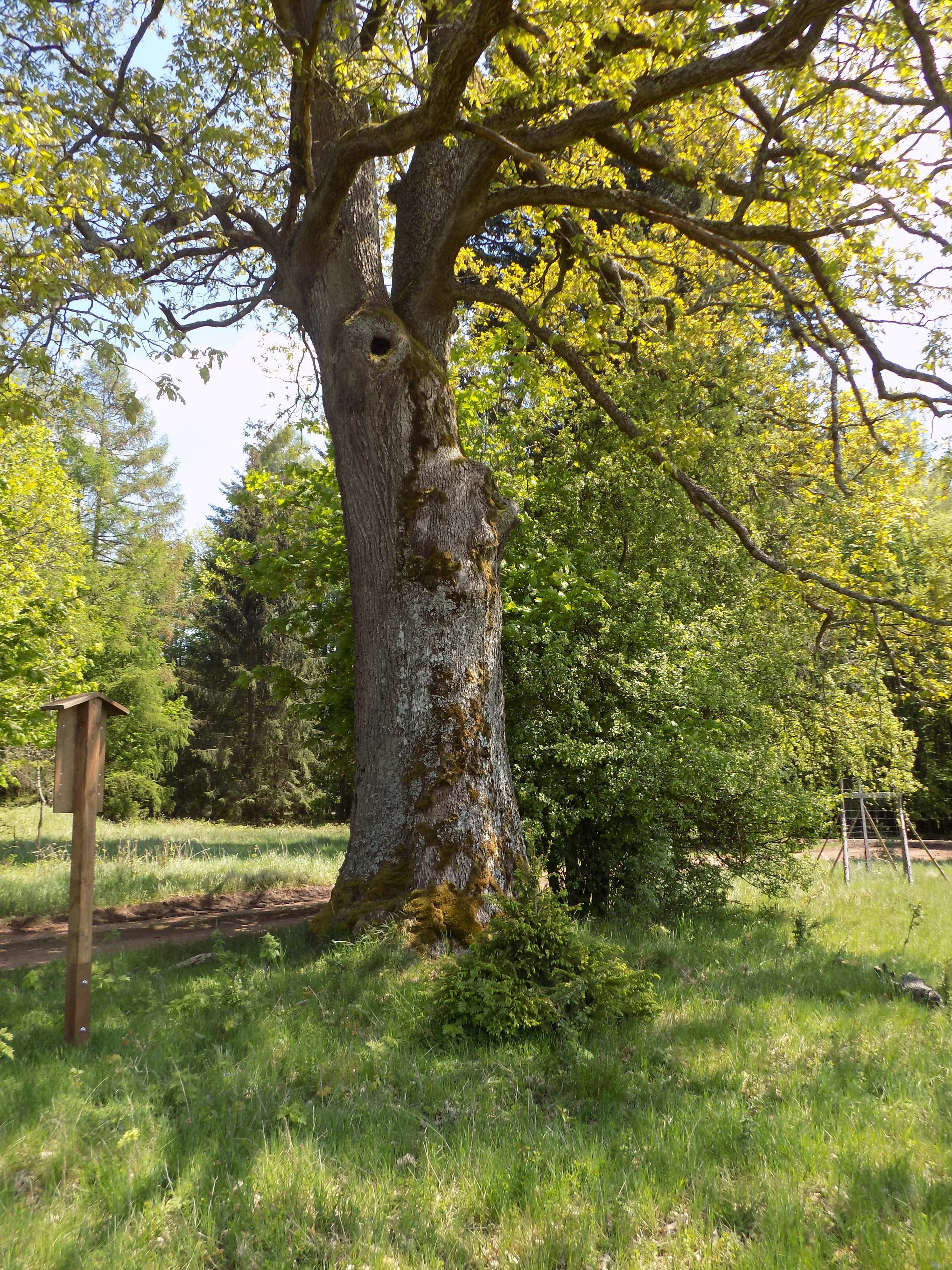
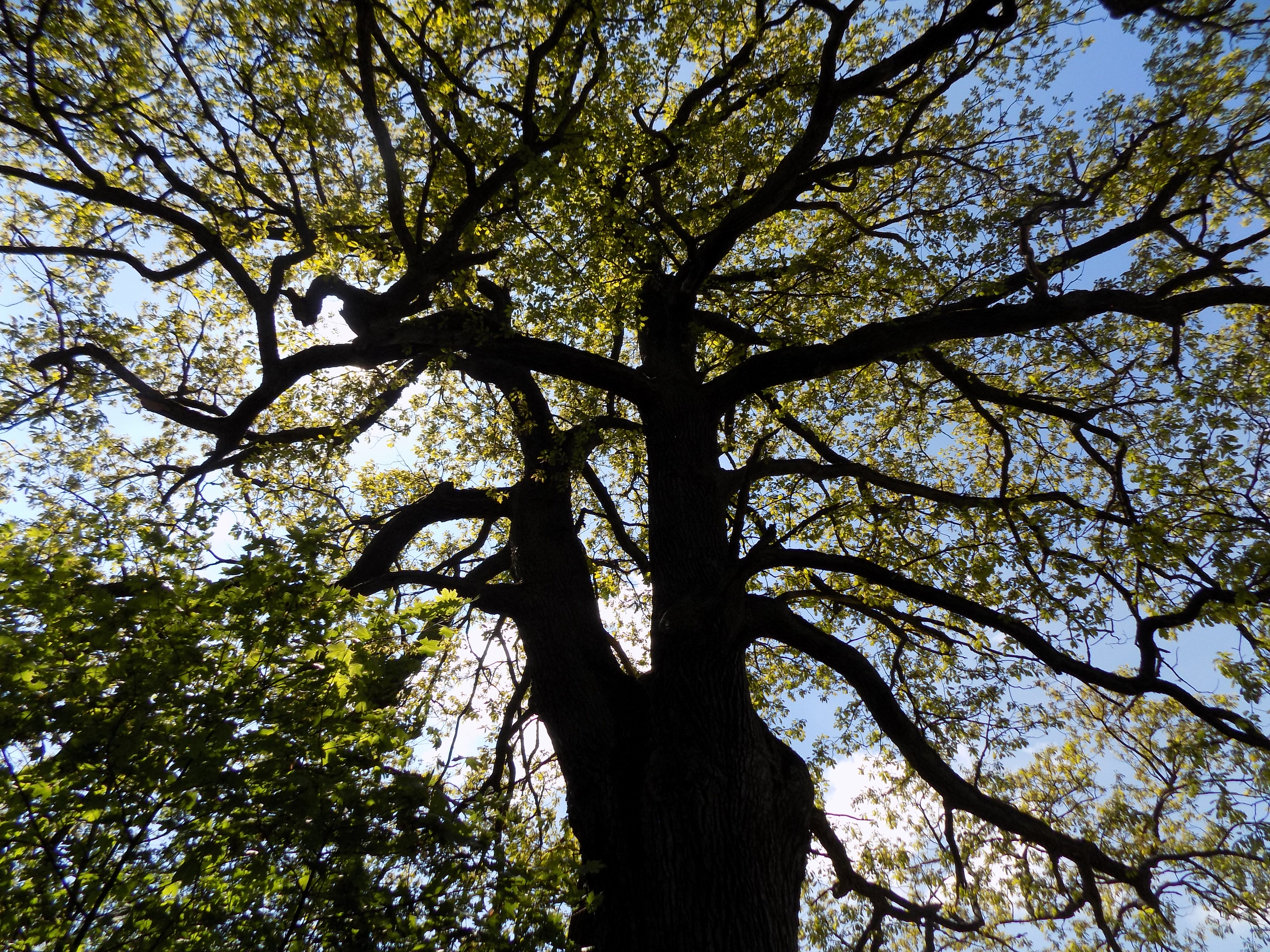
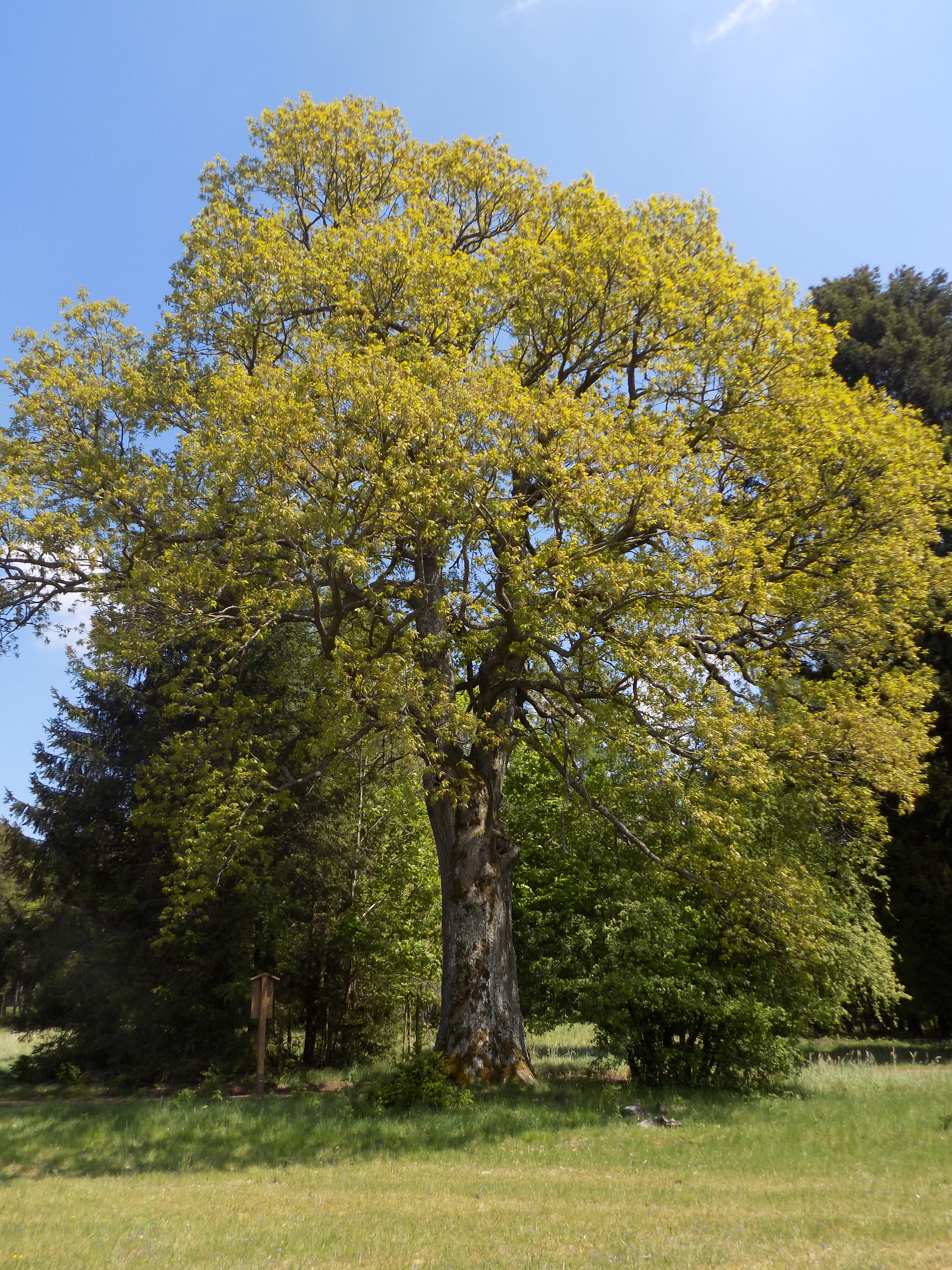

## Stromy v okolí
- Dub na Záběhlé 1 – dvoják
- Alej na Záběhlé